# Jerry Corbetta
Jerry A. Corbetta (23 september 1947 - Denver, 16 september 2016) was een Amerikaanse zanger/songwriter en toetsenist en bekend als de frontman van de rockband Sugarloaf.

## Carrière
Corbetta's carrière begon als drummer. Als tiener bespeelde hij keyboards en trad hij toe tot enkele bands uit Denver, waaronder The Moonrakers en in 1967/1968 leidde hij de populaire vijfkoppige band The Half Doesn't.
In 1968 formeerden Corbetta en gitarist Bob Webber de band Chocolate Hair met Myron Pollock (drums) en Bob Raymond (basgitaar). De band tekende een contract bij Liberty Records en wijzigde de bandnaam in Sugarloaf. De singles Green-Eyed Lady (#3, 1970) en Don't Call Us, We'll Call You (#9, 1974) bereikten de Billboard Hot 100. Hun gelijknamige debuutalbum uit 1970 haalde de 24e plaats in de Billboard 200 albumhitlijst. Beide songs werden co-geschreven door Corbetta.
Hij werd frontman van Sugarloaf tot en met 1978. Tijdens de vroege jaren 1980 voegde hij zich bij Frankie Valli & The Four Seasons als hun zanger en muzikale leider en bleef hij bij hen tot 1984. Voorheen was hij ook toetsenist bij een bijeenkomst van artiesten uit de jaren 1960 en 1970, de Classic Rock All-Stars.
Tijdens zijn carrière speelde hij orgel bij Velvet Chain op hun album Asteroid Belt. Hij co-schreef You're Lookin' Like Love to Me met Bob Crewe, droeg bij aan het studioalbum Born to Love (1983) met duetten tussen Peabo Bryson en Roberta Flack. Hij co-schreef ook Come Back to My Love met Bob Gaudio, opgenomen door Eric Carmen en droeg hij bij aan diens gelijknamige album (1984). De meest bekende is de Dance Club Song-hit On Your Knees (#28, 1979) van Grace Jones, geschreven door D.C. LaRue en Corbetta.

## Ziekte en overlijden
In 2009 werd Jerry Corbetta getroffen door de ziekte van Pick. De behandeling hiervan dwong hem te stoppen. Hij overleed in een ziekenhuis in Denver in september 2016 op 68-jarige leeftijd.
- International Standard Name Identifier: 0000 0000 3546 3655
- Library of Congress Control Number: n96020286
- MusicBrainz: 941223d0-ef1f-4932-a17b-594fe8c6e61f
- Virtual International Authority File: 31256914
- WorldCat: E39PBJhxrPBdGCM9jGtxFgMQMP